# Rogersville (Pennsylvanie)
Pour les articles homonymes, voir Rogersville.
Rogersville est une census-designated place située dans le comté de Greene, dans le Commonwealth de Pennsylvanie, aux États-Unis. Sa population, qui s’élevait à 249 habitants lors du recensement de 2010, est estimée à 225 habitants au 1er juillet 2020.